# توم ويلمسن (لاعب كرة قاعدة)
توم ويلمسن (بالإنجليزية: Tom Wilhelmsen)‏ هو لاعب كرة قاعدة أمريكي، ولد في 16 ديسمبر 1983 في توسان في الولايات المتحدة.

## وصلات خارجية
- توم ويلمسن على موقع دوري كرة القاعدة الرئيسي (الإنجليزية)
- توم ويلمسن على موقعبيزبول رفرنس.كوم (الدوري الرئيسي) (الإنجليزية)
- توم ويلمسن على موقعبيزبول رفرنس.كوم (الدوري الثانوي) (الإنجليزية)
- توم ويلمسن على موقع إي إس بي إن.كوم (أم.أل.بي) (الإنجليزية)
- توم ويلمسن على موقع مشجعي الرسوم البيانية (الإنجليزية)